# Sindromul nefritic
Sindromul nefritic este un sindrom ce cuprinde semnele nefritei, care este o boală a rinichilor ce implică inflamația . Adesea apare în glomerulonefrită, ce se caracterizează printr-o membrană glomerulară subterană subțire și pori mici în podocitele glomerulului, suficient de mari pentru a permite proteinelor și globulelor roșii din sânge să treacă în urină (producând proteinurie și hematurie). În schimb, sindromul nefrotic se caracterizează prin proteine ce trec în urină. Sindromul nefritic, ca și sindromul nefrotic, poate implica hipoalbuminemie, datorită prezenței albuminei proteice, ce se deplasează din sânge în urină. 

## Semne și simptome
Istoric, sindromul nefritic a fost descris ca o prezentare a triadei clasice de simptome: hematurie, hipertensiune și azotemie culminând cu insuficiență renală. Această triadă contrastează cu pentada clasică a sindromului nefrotic ( edem, proteinurie, dislipidemie, lipidurie și hipoalbuminemie ) 
Simptomele și semnele sindromului nefritic sunt: 
- Hematurie (sânge în urină) [3]
- Proteinurie <3,5 g / d (proteine în urină)
- Hipertensiune arterială [4]
- Vedere încețoșată [5]
- Azotemia (creșterea ureei sângelui și creatininei) [6]
- Oligurie (cantitate redusă de urină <400 ml / zi)

## Cauze

Purpura

Sindromul nefritic este cauzat de inflamația glomerulului și prezenței deșeurilor de urină; în plus, cauza poate fi infecțioasă, autoimună sau trombotică.  Cauzele pot fi împărțite pe grupe de vârstă, cum ar fi : 
Copii / adolescenți
- Nefropatie IgA
- Glomerulonefrită post-streptococică
- Sindromul hemolitic-uremic
- Purpură Henoch – Schönlein

Adulți
- Sindromul Goodpasture
- Lupus sistemic eritematos
- Glomerulonefrită rapid progresivă
- Endocardită

## Fiziopatologie
Fiziopatologia sindromului nefritic depinde de locul în care deteriorarea este făcută de complexele anticorp-antigen (în glomerul). În cazul nefropatiei IgA, glomerulul nu poate filtra antigenul-anticorp IgA și acest lucru provoacă un răspuns inflamator, apoi eliberarea de citokine (și factori de creștere) și, în final, are ca rezultat cicatrizarea glomerulară. 

## Diagnostic
Diagnosticarea clasică a sindromului nefritic este în urma glomerulonefritei post-streptococice, care este o complicație obișnuită în urma infectării cu bacteria Streptococcus, prezentă în mod obișnuit pe piele. Testele uzuale pentru identificarea și diagnosticul sindromului nefritic la o persoană suspectă sunt: testarea electroliților sanguini, testarea ureei și a azotului sanguin, testarea potasiului, a proteinelor din urină, urogramă și biopsie renală. 

## Tratament
Tratamentul sindromului nefritic constă în administrarea de medicamente  antihipertensive și antiinflamatoare. Ulterior, tratamentul include reducerea potasiului (K) și sării, cât și repaus fizic.  

## Prognostic
Deoarece sindromul nefritic nu este o boală, prognosticul depinde de cauza de bază. Prognosticul sindromului nefritic, la copii, datorită glomerulonefritei poststreptococice, este bun. 